# Khô bò

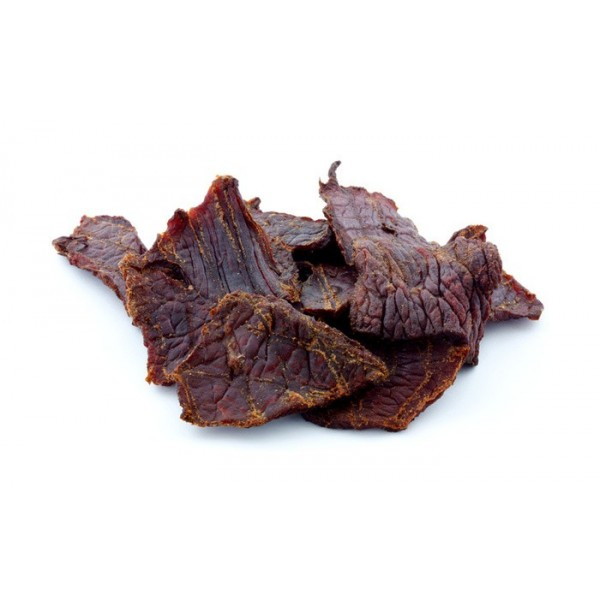
Khô bò.

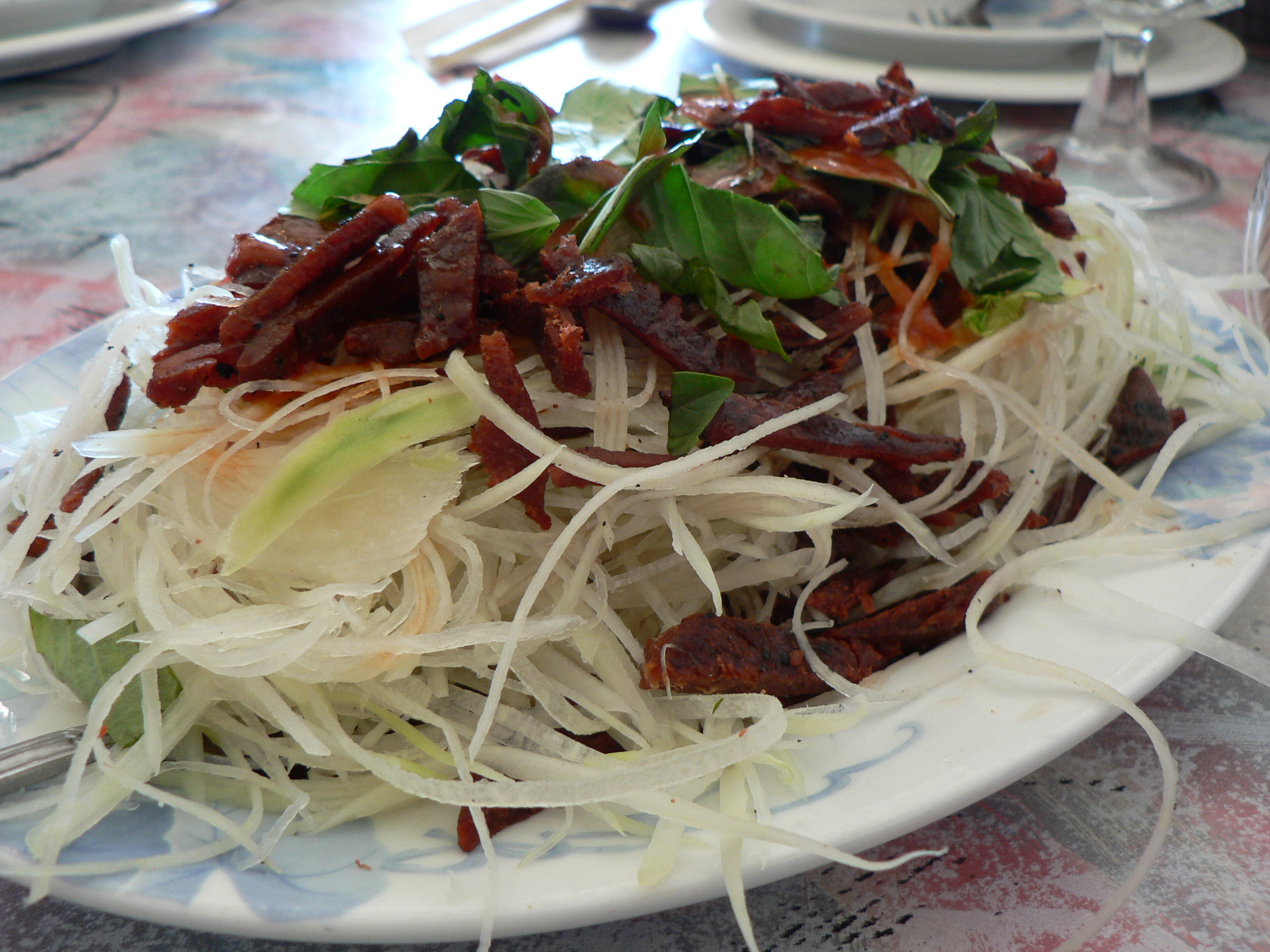
Gỏi đu đủ khô bò (cách gọi miền Nam) hay nộm bò khô (cách gọi miền Bắc).

Thịt bò khô là thịt bò lọc bỏ mỡ, đem ướp gia vị mặn ngọt rồi sấy khô ở nhiệt độ thấp (khoảng 70 °C). Thịt này đôi khi được đem muối hoặc phơi nắng để tạo ra một loại đồ ăn vặt có thể giữ lâu ngày mà không cần cất tủ đá hay tủ lạnh.